# Смолин, Тихон Иванович
Тихон Иванович Смолин (1910 год, деревня Юрсово, Пензенская губерния, Российская империя — дата и место смерти неизвестны) — колхозник, звеньевой колхоза «Победа», Герой Социалистического Труда (1949).

## Биография
Родился в 1910 году в крестьянской семье в селе Юрсово Пензенской губернии, Российская империя (в настоящее время Юрсово в составе Земетчинского района Пензенской области). C 1936 года трудился на различных работах в Юрсовском леспромхозе. В 1940 году был призван в Красную Армию. Участвовал в Великой Отечественной войне. После демобилизации переехал в Казахстан, где стал трудиться в колхозе «Победа» Георгиевского района Чимкентской области. В 1947 году был назначен звеньевым полеводческого звена. С 1950 года работал шофёром в различных автохозяйствах Чимкентской области. С 1966 года работал шофёром в Чимкентском аэропорту.

## Трудовой подвиг
В 1948 году полеводческое звено под управлением Тихон Смолина собрало с участка площадью 20 гектаров по 28,6 центнеров зерновых. За этот доблестный труд был удостоен в 1949 году звания Героя Социалистического Труда.

## Награды
- Герой Социалистического Труда — указом Президиума Верховного Совета СССР от 20 мая 1949 года;
- Орден Ленина (1949);
- Орден «Знак Почёта» (1957).